# قصة سيدة مابيت
مس موبت (بالإنجليزية: The Story of Miss Moppet) قصة تضم هرة صغيرة وفأر وتحكي مضايقتهم لبعضهما. و قامت بياتريكس بوتر بكتابتها وشرحها. وتم نشرها عن طريق فريدريك وارن وشركاه عام 1906 بمناسبة عيد الميلاد. ولدت بوتر في لندن عام 1866، وما بين عامين 1902 و1905 نشرت مجموعة من الكتب الصغيرة المخصصة للأطفال بمساعدة وارن. وفي عام 1906 جربت بانوراما التصميم الغير قياسية لنشر مس موبت، التي لم تعجب باعة الكتب، والقصة تم إعادة طبعها في شكل كتاب صغير عام 1916.
القصة سميت على اسم الشخصية الرئيسية للقصة فالشخصية الرئيسية هي قطة صغيرة والتي تتم مضايقتها عن طريق فأر. وهي تلحقه صدمت رأسها في الخزانة. بعد ذلك لفت رأسها بالممسحة ثم جلست وهي تبدو عليها شدة المرض. والفأر الفضولى تسلل بالقرب منهاو لأنه قام بمضايقة مس موبت فمس موبت فكرت انها سوف تقوم بمضايقته وذلك ليس على الإطلاق لطيف من ميس موبت. فقامت بربطه في الممسحة ثم قذفته. على الرغم من ذلك تمكن الفأر من الهروب، وحينما وصل إلى مكان بعيد المنال بأمان، ظل يرقص رقصة الجيغ وهو فوق الخزانة.